# Franz Engelhardt (Politiker)

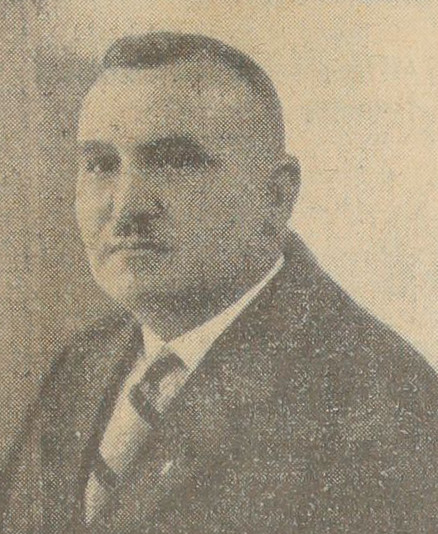
Franz Engelhardt, um 1930

Franz Engelhardt (* 31. Dezember 1879 in Waldenburg; † 13. September 1944 in Stuttgart) war ein deutscher Politiker der SPD und der USPD.  

## Leben
Engelhardt war der Sohn des Schreiners und Postboten Georg Engelhardt (1841–1914) und dessen Frau Carolina, geb. Vogt (* 1841). Er besuchte die katholische Volksschule in Reutlingen und lernte anschließend Schreiner. Diesen Beruf übte er bis 1919 aus. Von 1912 bis 1927 war Engelhardt Mitglied im Stuttgarter Gemeinderat. Von 1913 bis 1918 gehörte er der Württembergischen Kammer der Abgeordneten an. 1915 trat er aus der SPD-Fraktion aus und gründete die Sozialistische Vereinigung mit. 1917 zählte er zu den Mitgründern der USPD. Im November 1918 gehörte er dem Vollzugsausschuss des Arbeiterrats von Groß-Stuttgart an. Von Januar bis April 1919 war er zweiter Vorsitzender des Landesausschusses der Arbeiterräte Württembergs. Der Württembergischen Verfassunggebenden Landesversammlung gehörte Engelhardt als Nachrücker bis zum 7. Juli 1919 an.
In der Zeit der Weimarer Republik war er Angestellter verschiedener Berufsverbände von Angestellten im Öffentlichen Dienst in Stuttgart. 1933 wurde er aus politischen Gründen entlassen.
Engelhardt starb 1944 bei einem Luftangriff auf Stuttgart.